# Ingeniero Juárez
Ingeniero Guillermo Nicasio Juárez oder kurz Ingeniero Juárez ist die Hauptstadt des Departamento Matacos in der Provinz Formosa im Norden Argentiniens. Sie liegt 400 Kilometer von der Provinzhauptstadt Formosa entfernt. In der Klassifikation der Gemeinden der Provinz gehört es zu den Gemeinden (Municipio) der 2. Kategorie.

## Geschichte
Ursprünglich war der Ort eine Jesuitenreduktion der Matacos. Die Gründung des Ortes unter dem heutigen Namen erfolgte im Zusammenhang mit dem Bau der Eisenbahnlinie Formosa – Embarcación. Der Bau der Linie stand unter der Verantwortung des Ingenieurs Faure und seines Stellvertreters Guillermo N. Juárez, nach dem der Ort seinen Namen erhielt. Als Gründungsdatum des Ortes gilt der 21. Juli 1930.

## Wirtschaft und Tourismus
Holzwirtschaft und Erdölproduktion sind die Pfeiler der heimischen Wirtschaft. Die Zahl der Beschäftigten schwankt erheblich, weil in der Erdölproduktion sehr stark mit Zeitverträgen gearbeitet wird.